# Cordillera de Cocapata
Cordillera de Cocapata är en bergskedja i Bolivia.   Den ligger i departementet Cochabamba, i den centrala delen av landet, 280 km nordväst om huvudstaden Sucre.
Trakten runt Cordillera de Cocapata består i huvudsak av gräsmarker. Runt Cordillera de Cocapata är det mycket glesbefolkat, med 7 invånare per kvadratkilometer.